# Kashiwa
Kashiwa (japanisch 柏市, -shi) ist eine Großstadt in der Präfektur Chiba auf Honshū, der Hauptinsel von Japan. Kashiwa befindet sich etwa 30 Kilometer nördlich von Tokio.

## Geschichte
Kashiwa war während der Edo-Zeit eine Poststation an der Überlandstraße Mito Kaidō. Als der Ort in der Meiji-Zeit Eisenbahnanschluss bekam, entwickelte er sich zu einem Handelszentrum. Heute ist die Stadt Wohnort von Pendlern nach Tokio.
Die heutige bezirksfreie Stadt (shi) Kashiwa entstand 1954 nach der Zusammenlegung der früheren kreisangehörigen Stadt (machi) Kashiwa anderen Gemeinden des Landkreises Higashikatsushika. Am 28. März 2005 wurde mit Shōnan (沼南町, -machi) die letzte Gemeinde aus dem Landkreis eingemeindet, der daraufhin aufgelöst wurde.

## Sport
Berühmt ist Kashiwa insbesondere auch aufgrund seiner Fußballmannschaft, der Kashiwa Reysol, die in der J-League vertreten ist und vom Unternehmen Hitachi gesponsert wird.

## Verkehr
- Straße:
  - Jōban-Autobahn: nach Tōkyō oder Iwaki
  - Nationalstraße 6: nach Chūō oder Sendai
  - Nationalstraße 16: nach Chiba oder Saitama
- Zug:
  - JR Jōban-Linie: nach Tōkyō und Sendai
  - Tōbu Noda-Linie: nach Funabashi oder Saitama
  - Tsukuba Express (TX) nach Akihabara oder Tsukuba

## Söhne und Töchter der Stadt
- Eiichi Kido (* 1957), Politikwissenschaftler und Professor
- Yū Kimura (* 1994), Fußballspieler
- Masato (* 1979), professioneller japanischer Kickboxer und K-1 World Max Champion 2003
- Naoki Ishikawa (* 1985), Fußballspieler
- Yūto Shirai (* 1988), Fußballspieler
- Takuya Watanabe (* 1988), Fußballspieler
- Hiroki Sakai (* 1990), Fußballspieler
- Haruya Ide (* 1994), Fußballspieler
- Kō Yanagisawa (* 1996), Fußballspieler

## Angrenzende Städte und Gemeinden
- Präfektur Chiba
  - Matsudo
  - Noda
  - Kamagaya
  - Nagareyama
  - Abiko
  - Inzai
  - Shiroi
- Präfektur Ibaraki
  - Toride
  - Moriya